# Путешествие Акакия Церетели в Рача-Лечхуми
«Путешествие Акакия Церетели в Рача-Лечхуми» (груз. აკაკი წერეთლის მოგზაურობა რაჭა-ლეჩხუმში) — первый грузинский полнометражный документальный фильм режиссёра и оператора Василия Амашукели, рассказывающий о поездке поэта Акакия Церетели в регион Рача-Лечхуми с 21 июля по 2 августа 1912 года.

## Сюжет
Режиссёр запечатлел эпизоды путешествия. Им было отснято около 1500 м плёнки. После монтажа осталось 1200 м. До нашего времени дошло около 400 м. Автору удалось отразить всенародную любовь к поэту, показать уклад жизни в Грузии, грузинские традиции и природу.

## История
Фильм был впервые показан в кинотеатре «Радиум» в Кутаиси 20 сентября 1912 года. На премьере присутствовал Акакий Церетели. В течение двух недель картина проходила в Кутаиси при полном зале. Копия фильма хранится в Национальном архиве Министерства юстиции Грузии.
Фрагменты фильма вошли в художественный фильм 1977 года «Синема» о зарождении грузинского кинематографа.